# 인생 항로
《인생 항로》는 한국에서 제작된 안종화 감독의 1937년 영화이다. 문예봉 등이 주연으로 출연하였고 차상은 등이 제작에 참여하였다.

## 출연

### 주연
- 문예봉
- 현순미
- 차상은